# Истпорт (Мэн)
Истпорт (англ.  Eastport ) — город в округе Вашингтон в штате Мэн США. Является самым восточным городом США.

## Описание
Находится в восточном Мэне. Он расположен на острове Мус, вдоль залива Пассамакводди (соединенного мостом с материком) Атлантического океана, в 126 милях (203 км) к востоку от Бангора. Основанный около 1780 года, он когда-то включал город Лубек (который находится южнее и немного восточнее Истпорта) и был известен как Мус-Айленд, но после включения в состав города (1798 год) он был переименован в самый восточный порт страны. Он был захвачен британскими войсками во время войны 1812 года и оставался на военном положении до 1818 года, когда он был возвращён.

## Население
| 2010 | 2020  |
| ---- | ----- |
| 1331 | ↘1288 |